# Jeu d'enfant (film)
Pour les articles homonymes, voir Jeux d'enfants et Child's Play.
Ne doit pas être confondu avec Jeu d'enfant (nouvelle).
Série Chucky
Chucky, la poupée de sang
(1990)
Pour plus de détails, voir Fiche technique et Distribution.
Jeu d'enfant (Child's Play) est un film d'horreur américain réalisé par Tom Holland et sorti en 1988.
Il raconte l'histoire de Charles Lee Ray, un tueur en série psychopathe qui, en tentant d'échapper aux forces de l'ordre, est tué dans un magasin de jouets. Avant de mourir, il utilise la magie vaudou pour placer son esprit dans une poupée. Karen Barclay offre à son jeune fils Andy cette poupée qui imite le physique d'un petit garçon roux en salopette. Il s'agit d'une poupée Brave Gars, qui fait fureur auprès des jeunes à cette époque, et qu'Andy souhaitait posséder.
Gros succès à sa sortie, il devient un film culte et lance la création d'une franchise constituée de plusieurs films et d'une série télévisée.

## Synopsis
À Chicago en 1988, le tueur en série Charles Lee Ray (Brad Dourif) aussi connu comme l'« étrangleur de Lakeshore » est poursuivi par le détective Mike Norris (Chris Sarandon). Après avoir repéré Mike, le partenaire de Charles, Eddie Caputo (Neil Giuntoli) part en voiture sans l'attendre. Charles est blessé, mais se réfugie dans un magasin de jouets. Dans le magasin, Mike le blesse mortellement d'un coup de revolver. Charles jure de se venger sur Mike et Eddie, et en effectuant un rituel vaudou, il transfère son âme dans une poupée Brave Gars. Le rituel provoque la foudre qui détruit la boutique. Mike survit et trouve le corps sans vie de Charles.

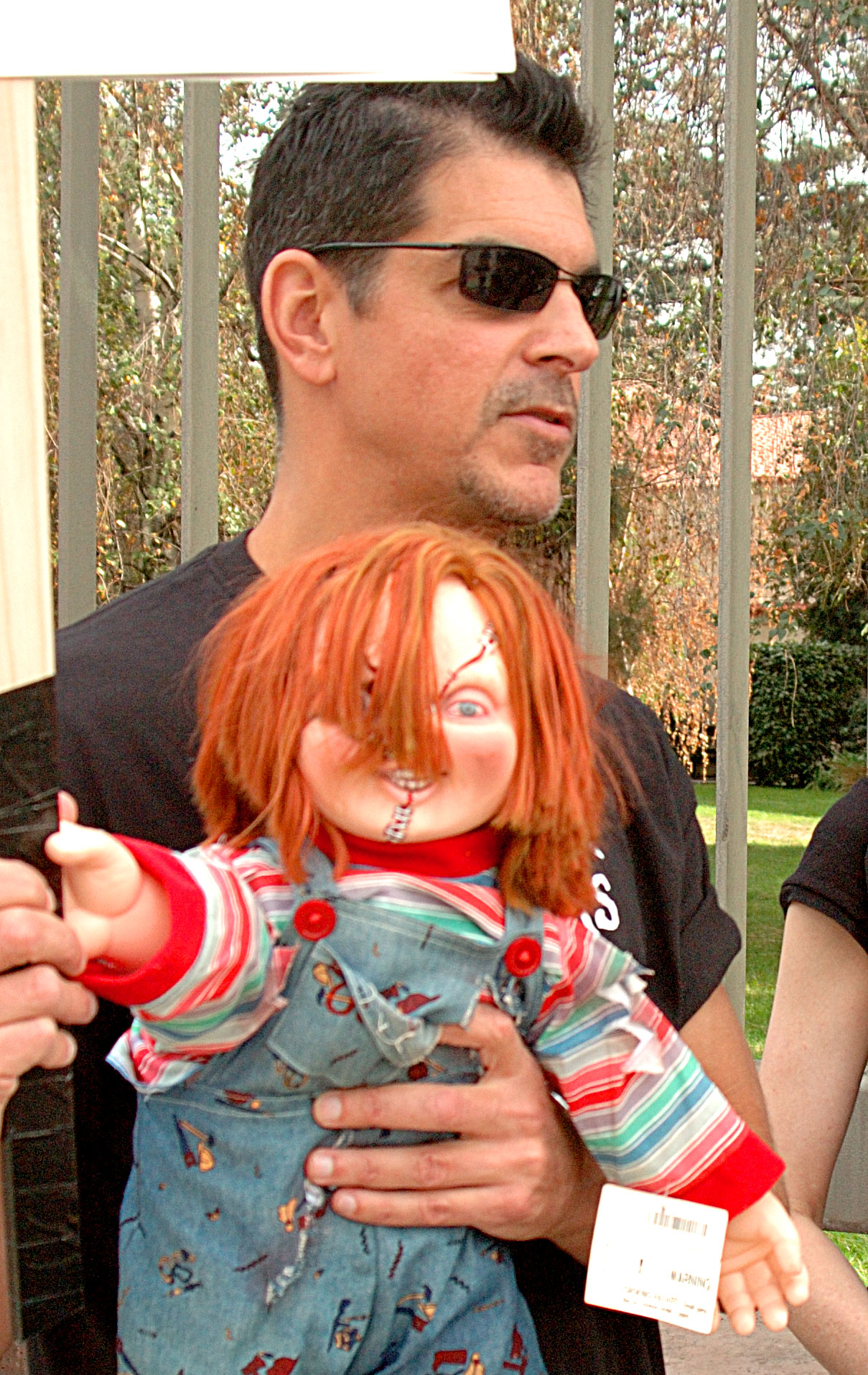
Don Mancini et Chucky

Le lendemain matin, le jeune Andy Barclay (Alex Vincent) fête son sixième anniversaire avec sa mère célibataire Karen (Catherine Hicks), qui ne peut pas se permettre de lui acheter une poupée Brave Gars, même s'il a vu la publicité à la télévision. Malgré cela, Karen en achète une au travail, poussée par sa collègue et meilleure amie Maggie Peterson (Dinah Manoff), auprès d'un marchand ambulant, pour environ un tiers du prix normal. Cette nuit-là, tandis que Maggie est la baby-sitter d'Andy comme Karen travaille tard, elle est intriguée par des bruits étranges et par la télé qui s'allume. Elle voit parfois du mouvement sans parvenir à définir ce que c'est. Alors qu'Andy est dans son lit, sans sa nouvelle poupée qui s'appelle Chucky, Maggie se fait attaquer avec un marteau et est défenestrée. En conséquence, la police, en particulier Mike, soupçonne Andy d'avoir tué Maggie, au grand dam de Karen. Ils relèvent qui plus est de petites empreintes sur le sol. Andy explique à sa mère que Chucky se confie à lui et qu'il s'appelle en fait Charles Lee Ray, mais elle n'attache pas grande importance à ses paroles. 
Le lendemain, Andy, sur les ordres de Chucky, sort de l'école et part en train à l'autre bout de Chicago. Andy ne retrouvant brusquement plus Chucky, il le cherche un peu partout. Dans la maison d'Eddie, le gaz est libéré, et le four allumé. Effrayé par quelque chose, Eddie tire dans la cuisine, qui explose avec lui. Andy survit pour être à nouveau accusé d'un assassinat. Quand Andy essaie de blâmer la poupée, comprenant que celle-ci l'a manipulé, la police décide avec le médecin psychiatre Dr Ardmore (Jack Colvin) de l'interner dans un hôpital psychiatrique pour observation. Après leur départ, Karen se retrouve seule et désemparée avec la poupée. Elle décide de jeter sa boîte et voit avec stupéfaction les piles tomber sur le sol. Maintenant alerte, Karen manipule Chucky et voit bien qu'il fonctionne sans piles. Mais elle n'obtient pas davantage de réactions. Elle allume alors le feu dans la cheminée et menace de l'y jeter s'il ne lui répond pas. La regardant brusquement, Chucky crie un flot d'injures à Karen qui hurle de frayeur, il se jette sur elle et la mord au bras. Chucky s'échappe par l'ascenseur et sort dans la ville.
Plus tard, lorsque Karen dit à Mike qu'Andy disait la vérité, il l'ignore et lui répond qu'il a lui-même tué Charles Lee Ray. Elle tente alors de trouver le vendeur. Après l'avoir retrouvé, et après l'intervention de Mike face à la tentative de viol du vendeur, celui-ci explique à Mike qu'il a trouvé la poupée dans le magasin de jouets où Charles a été abattu. Malgré cette révélation, Mike insiste encore sur le fait que Karen est juste frustrée et abandonnée. Mais sur le retour, Chucky, qui se cachait à l'arrière de sa voiture, tente de l'étrangler puis de le poignarder. À la suite d'un accident, Mike survit et parvient à repousser Chucky en lui tirant dessus, même si cela ne le fait que rire : « On ne peut pas me descendre ! ». Comprenant que Karen avait raison à propos de Chucky, ils décident d'aller à la vieille maison de Charles pour voir où il aurait pu aller. Ils constatent qu'ils doivent trouver un certain John (Raymond Oliver), l'enseignant vaudou afro-américain de Charles dans le passé.
Ayant deviné leur plan, Chucky retrouve John en premier. Il lui ordonne d'expliquer pourquoi il saigne après avoir été abattu par Mike. John lui explique qu'il est en train de devenir humain et finira par devoir rester définitivement dans cette poupée. Chucky lui ordonne alors de le libérer, ce à quoi John refuse en l'accusant d'avoir perverti ses enseignements. Mais Chucky brise la jambe d'une poupée vaudou à l'image de John, ce qui brise également la sienne. John s'effondre et Chucky lui casse encore un bras. Dans la douleur, John explique qu'il peut quitter le corps de la poupée en possédant la première personne à qui il a dit son secret. Chucky éclate de rire lorsqu'il découvre que sa cible n'est autre qu'Andy et qu'une fois qu'il aura fini le rituel, il entrera dans le corps du garçonnet. Enthousiasmé à l'idée d'avoir de nouveau six ans, à la grande horreur de John, Chucky décide de retrouver Andy et part, non sans avoir poignardé la poupée vaudou en pleine poitrine. Après avoir trouvé John mourant, celui-ci explique le plan de Chucky à Karen et Mike, et leur dit en outre que la seule façon de tuer Chucky est de le poignarder ou de lui tirer dans le cœur.
En arrivant à l'hôpital psychiatrique, Chucky cherche Andy et celui-ci le voit arriver. Andy essaie de prévenir le Dr Ardmore mais obtient tout juste sa compassion. Sans attendre de secours, Andy se terre contre la porte en pleurant. Chucky parvient à dérober les clés et pénètre dans sa cellule. Il soulève les draps, prêt à lui donner un coup de couteau censé l'immobiliser, mais Andy l'a dupé avec un oreiller et s'enfuit. Chucky part à sa recherche tandis qu'Andy s'isole et s'arme d'un couteau... que le Dr Ardmore lui prend quand il le trouve. Alors qu'il s'apprête à piquer Andy, Chucky lui cisaille la cheville et lui met un casque à électrodes sur la tête. Mettant la machine en marche sur haute tension, il fait littéralement griller la tête du docteur. Andy parvient à s'échapper et rentre à la maison.
Karen et Mike se rendent compte qu'Andy s'est enfui de l'hôpital, et qu'il n'a pu que rentrer chez lui. Chucky, qui a fait le même calcul, revient à la résidence Barclay, en entrant par la cheminée car Andy a fermé à clé. Il arpente la demeure à la recherche d’Andy qui s'est armé d'une lourde batte. Mais Chucky l'effraie et le force à fuir. Pour finir, il récupère la batte et passe derrière Andy, puis l'assomme. Il exécute le rituel, mais Mike et Karen, voyant arriver les éclairs, enfoncent la porte et sauvent Andy à la dernière seconde, Karen se saisissant de Chucky. Furieux, Chucky s'en prend à elle et poignarde Mike à la jambe, puis part se cacher dans la maison. Mike part à sa recherche, mais Chucky l'assomme avec la batte et s'apprête à le tuer. Cependant, Karen lui tire dessus, ce qui attire sur elle sa rage folle. Alors qu'il se jette sur elle, elle réussit à le jeter dans la cheminée et Andy, bien que Chucky tente de l'amadouer, lui jette une allumette, ce qui l'enflamme. Chucky s'échappe en hurlant, mais s'effondre en un vulgaire squelette de plastique brûlé.
Andy, en allant chercher de quoi soigner Mike, se prend les pieds dans ce qui s'avère être Chucky, en sale état, qui lève un couteau. Andy fuit vers Karen qui retient temporairement Chucky en bloquant la porte. Chucky réussit à entrer et Karen lui tire dessus à plusieurs reprises. Un de ses tirs finit par lui arracher la tête et, tandis que le reste du corps avance, elle lui arrache un bras et une jambe. Puis elle lui vide le chargeur dans le corps. Jack, l'ami de Mike, arrive, et ne croit pas leur histoire. Il se saisit de la tête de Chucky et se fait prendre à la gorge par son bras, le corps de la poupée sortant de la ventilation. La tête de Chucky hurle à son corps de l'étrangler, mais Karen décroche et jette le corps, qui se relève. Mike lui tire dessus, et, cette fois, le touche en plein cœur. La carcasse éclabousse le mur de sang tandis que la tête pousse un grand cri avant de se taire définitivement. Jack, remis de son choc, en conclut que personne ne les croira, et le film se termine sur le regard plein de regret qu'Andy jette sur la tête figée et le visage grimaçant de Chucky alors qu'il part pour l'hôpital.

## Fiche technique
- Titre original : Child's Play
- Titre français et québécois : Jeu d'enfant
- Réalisation : Tom Holland
- Scénario : Don Mancini, John Lafia et Tom Holland
- Musique : Joe Renzetti
- Photographie : Bill Butler
- Montage : Roy E. Peterson et Edward Warschilka
- Décors : Daniel A. Lomino (en)
- Costumes : April Ferry
- Production : David Kirschner, Laura Moskowitz, Barrie M. Osborne et Elliot Geisinger
- Société de production : United Artists
- Distribution : United Artists
- Pays de production :  États-Unis
- Format : Couleurs - 1,85:1 - Dolby - 35 mm
- Genre : horreur, slasher, fantastique
- Langue originale : anglais
- Budget de production (estimation) : 9 000 000 $[1]
- Durée : 87 minutes
- Dates de sortie[2] : 
  - États-Unis : 9 novembre 1988
  - France : 5 avril 1989
- Interdit aux moins de 12 ans lors de sa sortie en France
- Affiche : Jouineau Bourduge (France)

## Distribution
- Catherine Hicks (VF : Anne Rondeleux) : Karen Barclay
- Chris Sarandon (VF : Bernard Lanneau) : l'inspecteur Mike Norris
- Alex Vincent : (VF: David Lesser) : Andy Barclay
- Brad Dourif (VF : Éric Etcheverry) : Charles Lee Ray / Chucky (voix)
- Dinah Manoff : Maggie Peterson
- Tommy Swerdlow (VF : Luc Florian) : Jack Santos (Mario)
- Jack Colvin (VF :Jean-Pierre Delage) : Dr Ardmore
- Neil Giuntoli : Eddie Caputo
- Juan Ramírez (VF : Marc Alfos) : le SDF colporteur
- Alan Wilder (VF : Patrice Dozier) : M. Criswell
- Richard Baird : le journaliste
- Raymond Oliver (VF : Pascal N'Zonzi) : John Simonsen (Dr. Death)
- Aaron Osborne : l'aide soignant
- Edan Gross (VF : Odile Schmitt) : voix « gentille » de Chucky, poupée Brave Gars dans les publicités
- Tyler Hard : Mona
- Ted Liss : George
- Ed Gale: principal porteur du costume de Chucky.

## Production

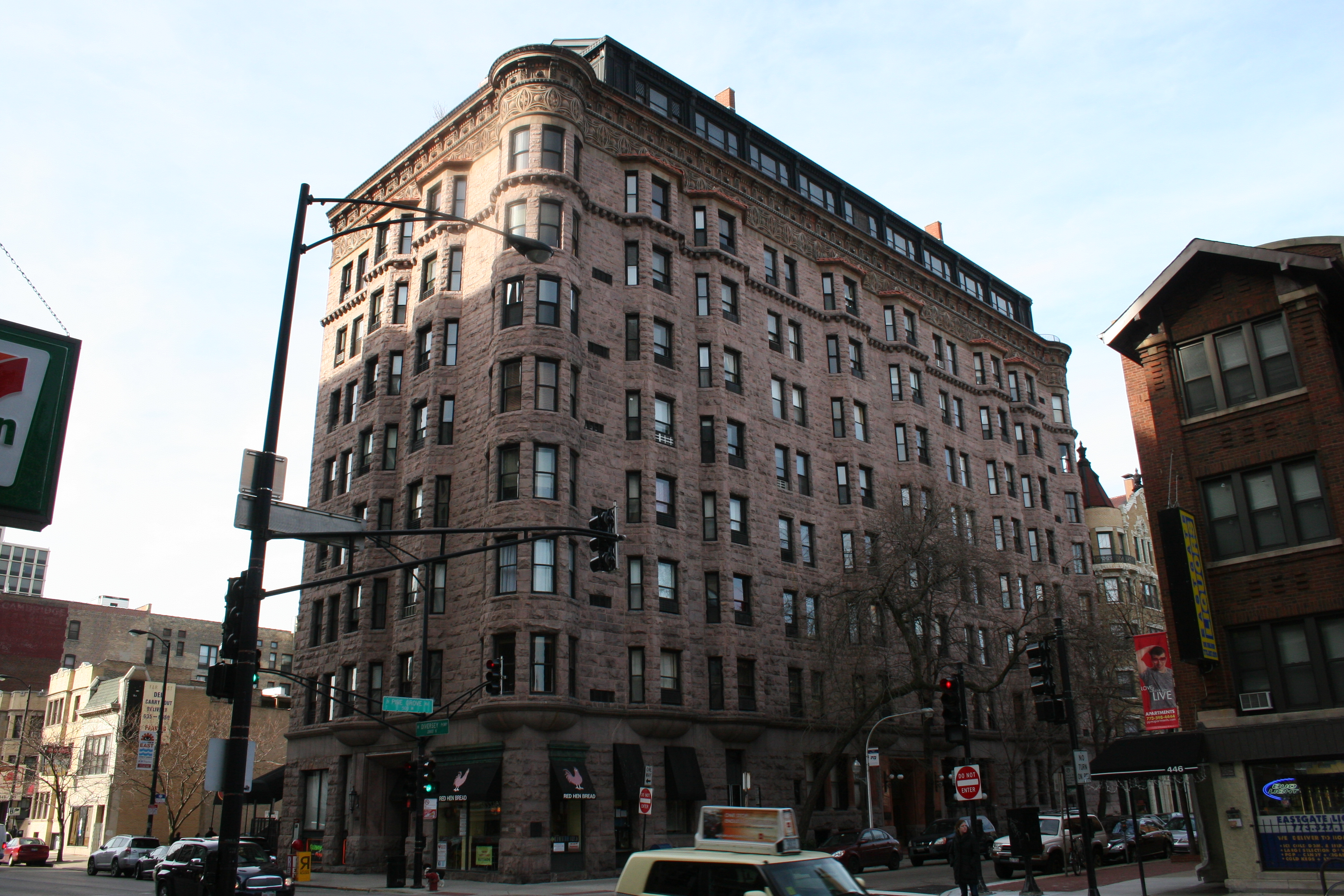
les Appartements Brewster à Chicago

Le tournage se déroule principaelement aux Appartements Brewster, un immeuble résidentiel du quartier de Lakeview à Chicago, ainsi qu'à Kankakee et dans les Culver Studios en Californie.

## Accueil

### Box-office
- Recettes  États-Unis : 33 244 684 $[4]
- Recettes  mondiales : 44 196 684 $[4]
- Entrées  France : 143 136 entrées[5]

## Autour du film

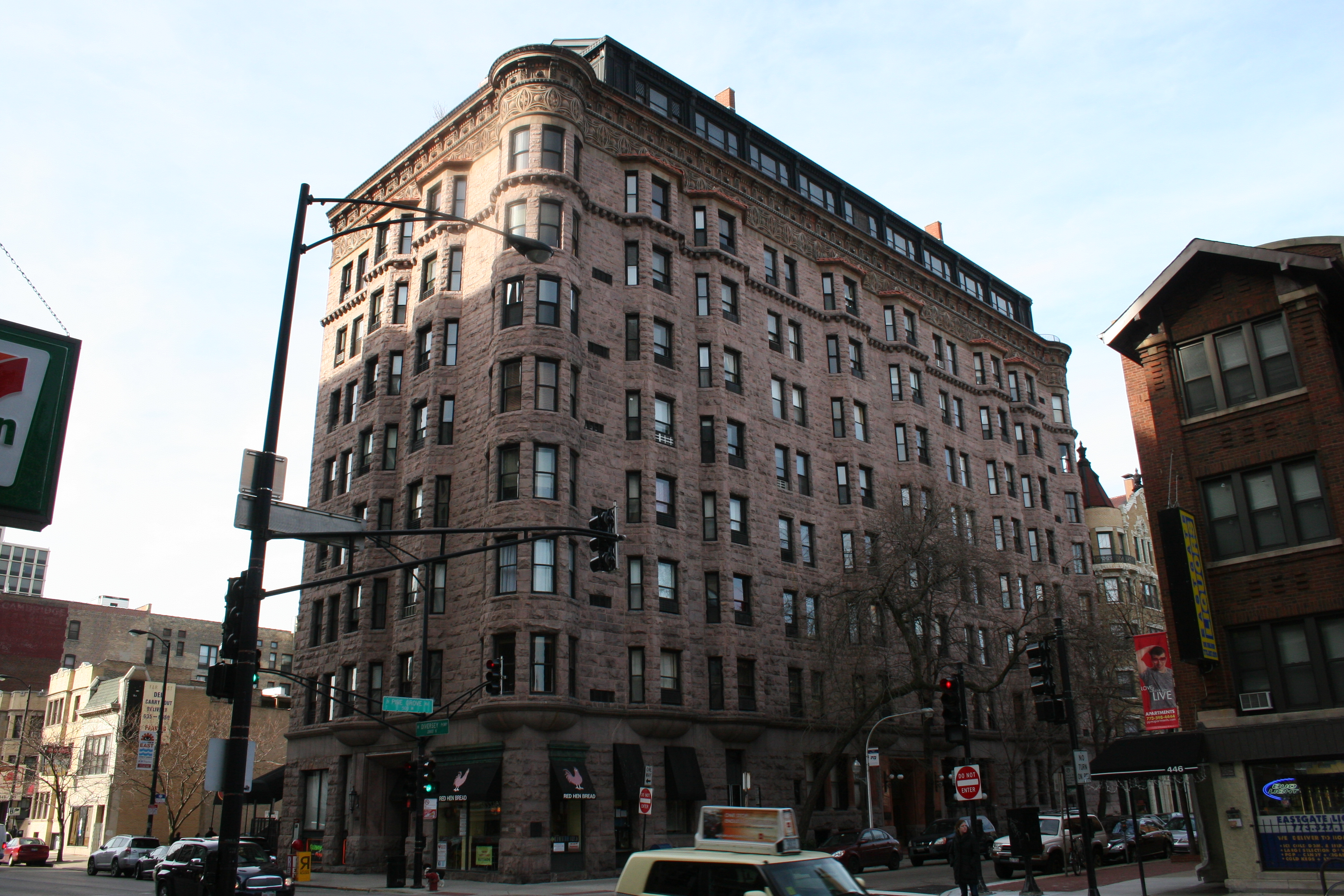
Appartements Brewster à Chicago.

- Le nom complet de Chucky, Charles Lee Ray, est inspiré de célèbres tueurs : Charles Manson, Lee Harvey Oswald et James Earl Ray.
- La baby-sitter devait au départ mourir électrocutée en prenant son bain. Cette scène fut finalement utilisée en 1998 dans La Fiancée de Chucky.
- Il a fallu neuf marionnettistes pour maîtriser la poupée Chucky (essentiellement la tête). Ainsi le décor de l'appartement des Barclay a été construit à 1,50 m au-dessus du sol afin d'insérer les techniciens au-dessous de la marionnette. Conscient de la qualité d'effets spéciaux limitée, Tom Holland filme surtout des plans en rapport avec la vision de Chucky, à l'aide de la Steadicam. Cependant, pour certains plans montrant Chucky se déplacer en entier, le nain Ed Gale a été utilisé comme doublure et ce, malgré une taille un peu plus grande que la poupée. Ce dernier a également assuré lui-même le passage où Chucky est immolé dans la cheminée au point de carboniser.
- Bien qu'étant un film d'horreur au premier degré, le film est également une légère satire de l'industrie du jouet de la poupée aux États-Unis, brisant leur image d'innocence et de mièvrerie. D'ailleurs, le costume des poupées Good Guys est directement inspiré de celui des poupées My Buddy de la marque de jouets Hasbro.
- La première affiche du film ne montre pas directement Chucky. On y voit Maggie tomber du balcon et les yeux inquiétants de la poupée dans le ciel nocturne.
- L'incantation vaudoue que prononce Chucky est fictive, mais il y prononce le nom de Damballa, qui est un Loa de la religion vaudoue.
- Jeu d'enfant s'inspire de Dead of Night (Au cœur de la nuit) de 1945, d'Alberto Cavalcanti, et de Devil Doll (Poupée diabolique) de 1964, de Lindsay Shonteff.
- Le film Ready Player One de Steven Spielberg fait référence à la saga Chucky où ce dernier est utilisé comme arme dans le jeu dans la bataille au milieu du film. En effet, il causera beaucoup de dégâts à l'armée adverse.

## Réédition vidéo
Le 3 juillet 2018, Jeu d'enfant ressort en DVD et pour la première fois en Blu-ray sous le titre Jeu d'enfant : Chucky avec un nouveau visuel ainsi qu'un remaster audio et vidéo.
Édité par Esc, le combo Blu-ray et DVD inclut un livret de 24 pages en plus du film et des bonus.

## Récompenses
- Prix de la meilleure actrice pour Catherine Hicks, et nomination au prix du meilleur film d'horreur, meilleur scénario et meilleur jeune acteur pour Alex Vincent, lors de l'Académie des films de science-fiction, fantastique et horreur 1990.

## Suites,remakeet série TV
Une première suite, Chucky, la poupée de sang, sort en 1990. Réalisé par John Lafia et écrit par  Don Mancini, il se déroule quelques mois après le premier film. Brad Dourif double à nouveau Chucky en VO. Chucky 3, réalisé par Jack Bender, sort en  1993. Il se déroule 8 ans après le précédent long métrage. Ronny Yu réalise ensuite La Fiancée de Chucky (1998), suivi de Le Fils de Chucky (2004), écrit et réalisé par Don Mancini. Ce dernier revient pour La Malédiction de Chucky (2013) et Le Retour de Chucky (2017), qui sortent directement en vidéo.
Un remake, Child's Play : La Poupée du mal, est réalisé par  Lars Klevberg et sort en 2019. C'est Mark Hamill qui prête ici sa voix à Chuck. La franchise se poursuit ensuite avec la série télévisée Chucky, diffusée entre 2021 et 2024. Brad Dourif y prête à nouveau sa voix à la poupée maléfique.